# بابلو بارتولوميو
بابلو بارتولوميو (بالإنجليزية: Pablo Bartholomew)‏ هو صحفي ومصور هندي، ولد في 18 ديسمبر 1955 في نيودلهي في الهند.

## وصلات خارجية
- الموقع الرسمي